# Jan Javůrek
Jan Javůrek (Ústí nad Orlicí, 16 maggio 1989) è un calciatore ceco, difensore del Fotbal Třinec.

## Caratteristiche tecniche
È un terzino destro.